# نابنط جميل
نابنط جميل (الاسم العلمي:Nepenthes formosa) هو نوع هجين غير مؤكد من النباتات يتبع جنس النابنط من الفصيلة النابنطية.